# Aleksej Peskov
Aleksej Peskov (Oekraïens: Олексій Пєсковий) (18 maart 1982) is een Oekraïense schaker met een FIDE-rating 2400 in 2016. Sinds 2006 is hij internationaal meester  (IM). 
- In mei 2005 speelde hij mee in de halve finale om het kampioenschap van Oekraïne en eindigde met 7 punt uit negen ronden op de derde plaats.
- Van 24 augustus t/m 2 september 2005 speelde hij mee in het knock-outtoernooi om het kampioenschap van Oekraïne in Rivne dat door Aleksandr Aresjtsjenko gewonnen werd.

## Externe koppelingen
- (en)   Informatie over schaakpartijen van Aleksej Peskov op ChessGames.com
- (en)   Informatie over schaakpartijen van Aleksej Peskov op 365chess.com
- (en)  FIDE-ratinggegevens voor Aleksej Peskov